# Milhostice
Milhostice je malá vesnice, část obce Červený Újezd v okrese Benešov. Nachází se asi 1 km na jihovýchod od Červeného Újezdu. V roce 2009 zde bylo evidováno 7 adres a žije zde 11 obyvatel.
Milhostice leží v katastrálním území Červený Újezd u Miličína o výměře 6,34 km².

## Historie
První písemná zmínka o vesnici pochází z roku 1406.
Roku 1950 byla obec Milhostice přejmenována na obec Bonkovice, což byla původně její osada. Později však došlo k oddělení a vesnice Milhostice tak již dnes není součástí Bonkovic.

## Galerie

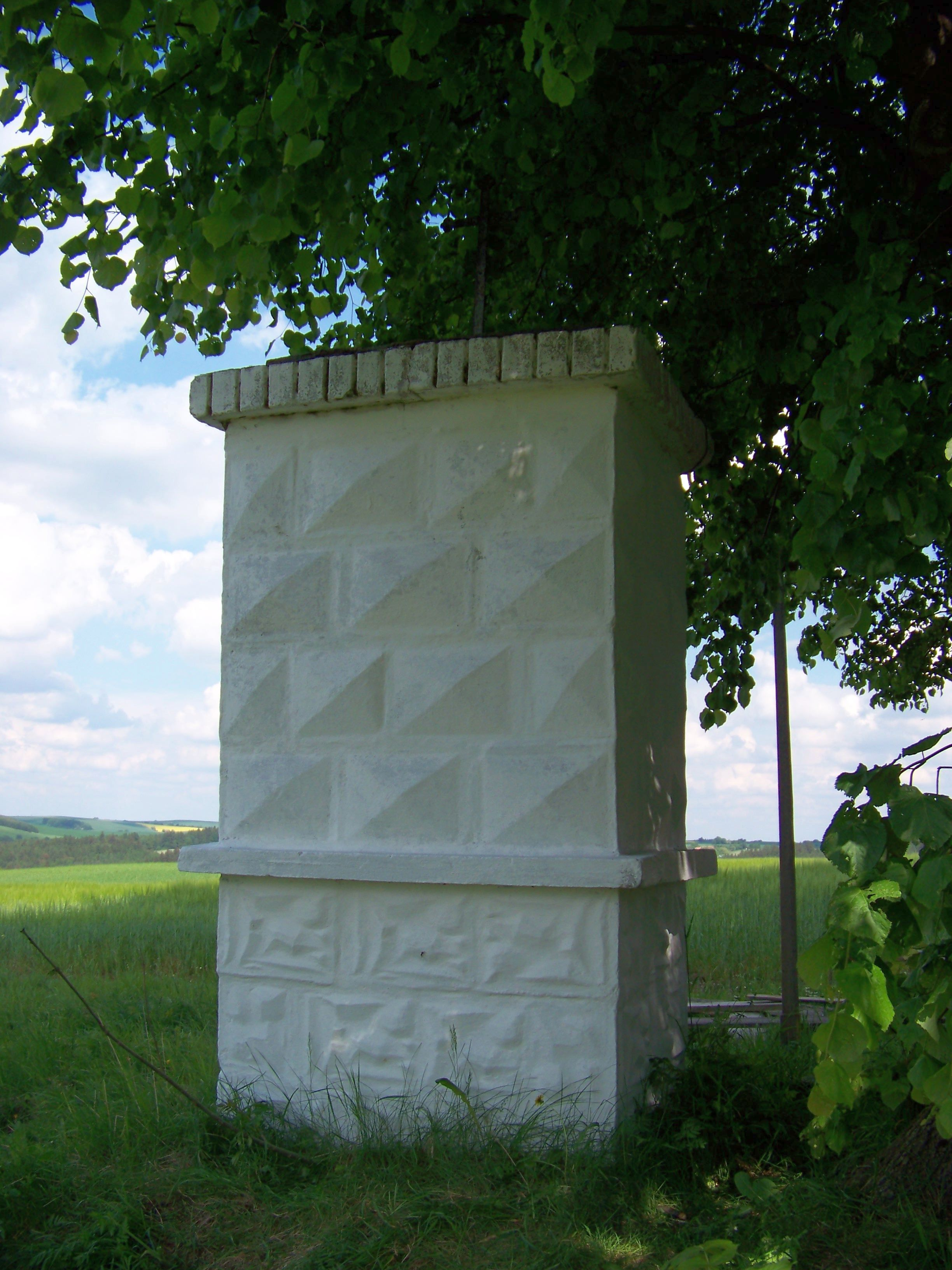
Kříž u zeleně značené cesty na hřebeni od Větrova k Červenému Újezdu (2011)
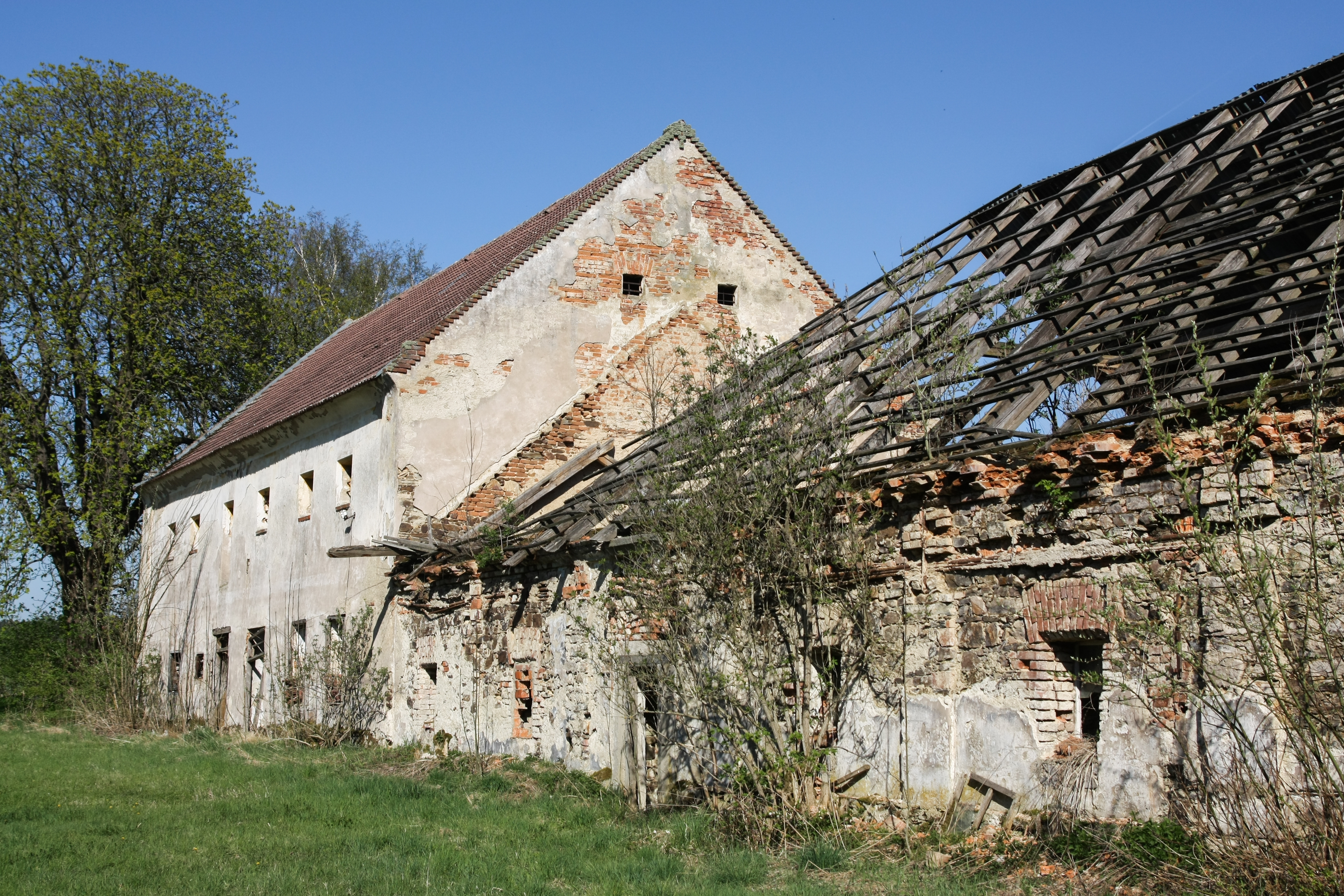
Stavení u budovy zámku (2019)
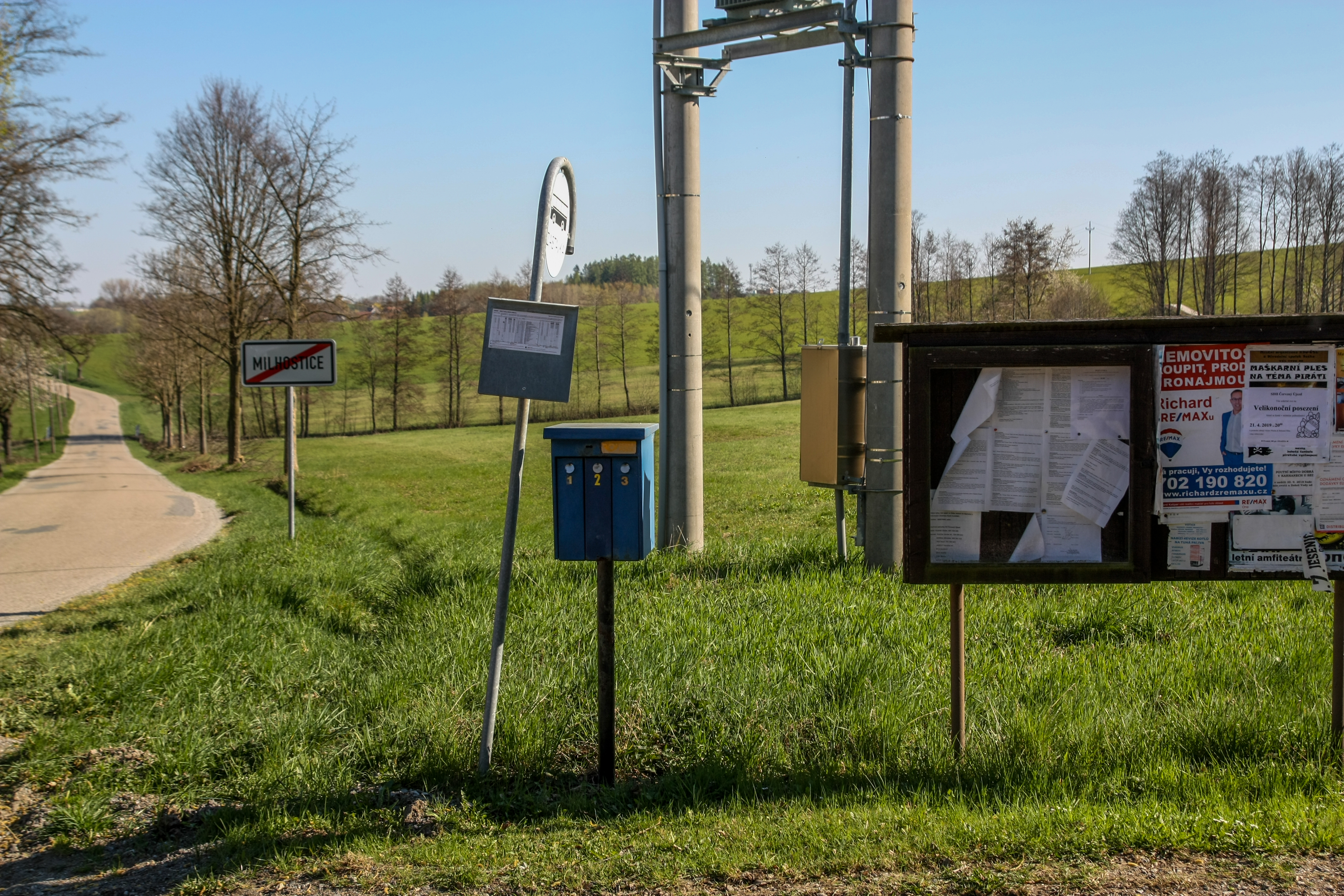
Autobusová zastávka a úřední deska (2019)
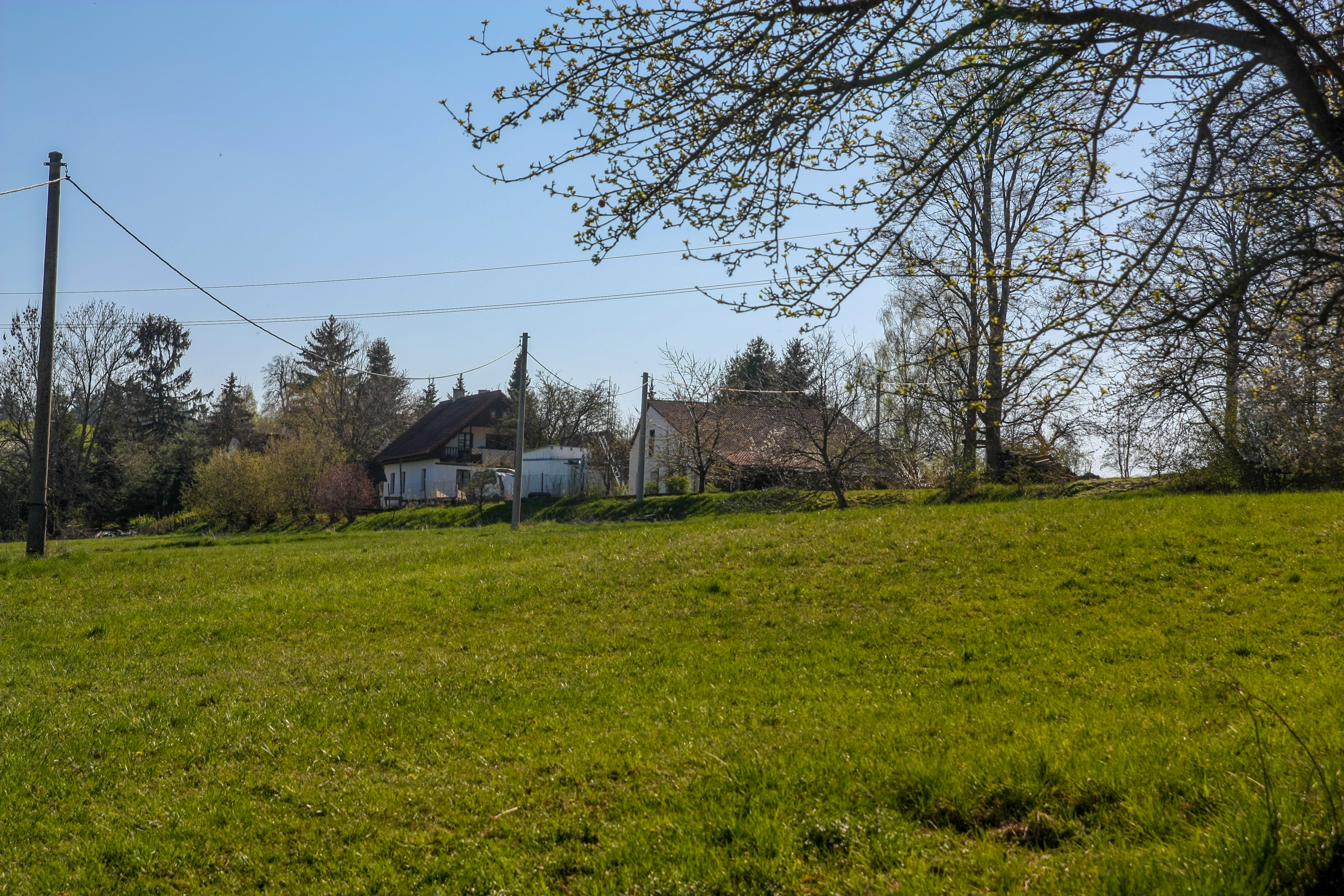
Pohled na domy (2019)
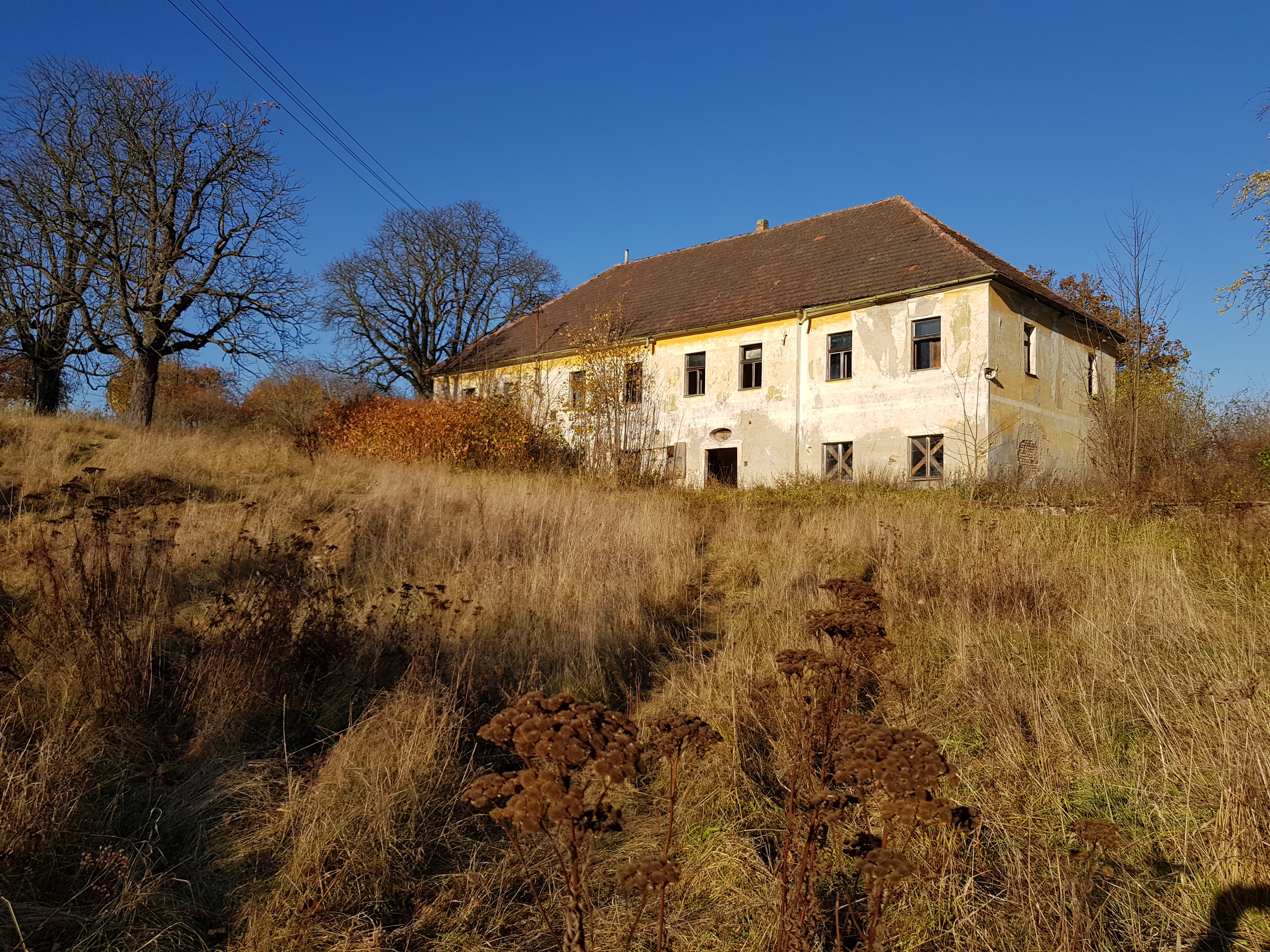
Zámek na podzim (2021)
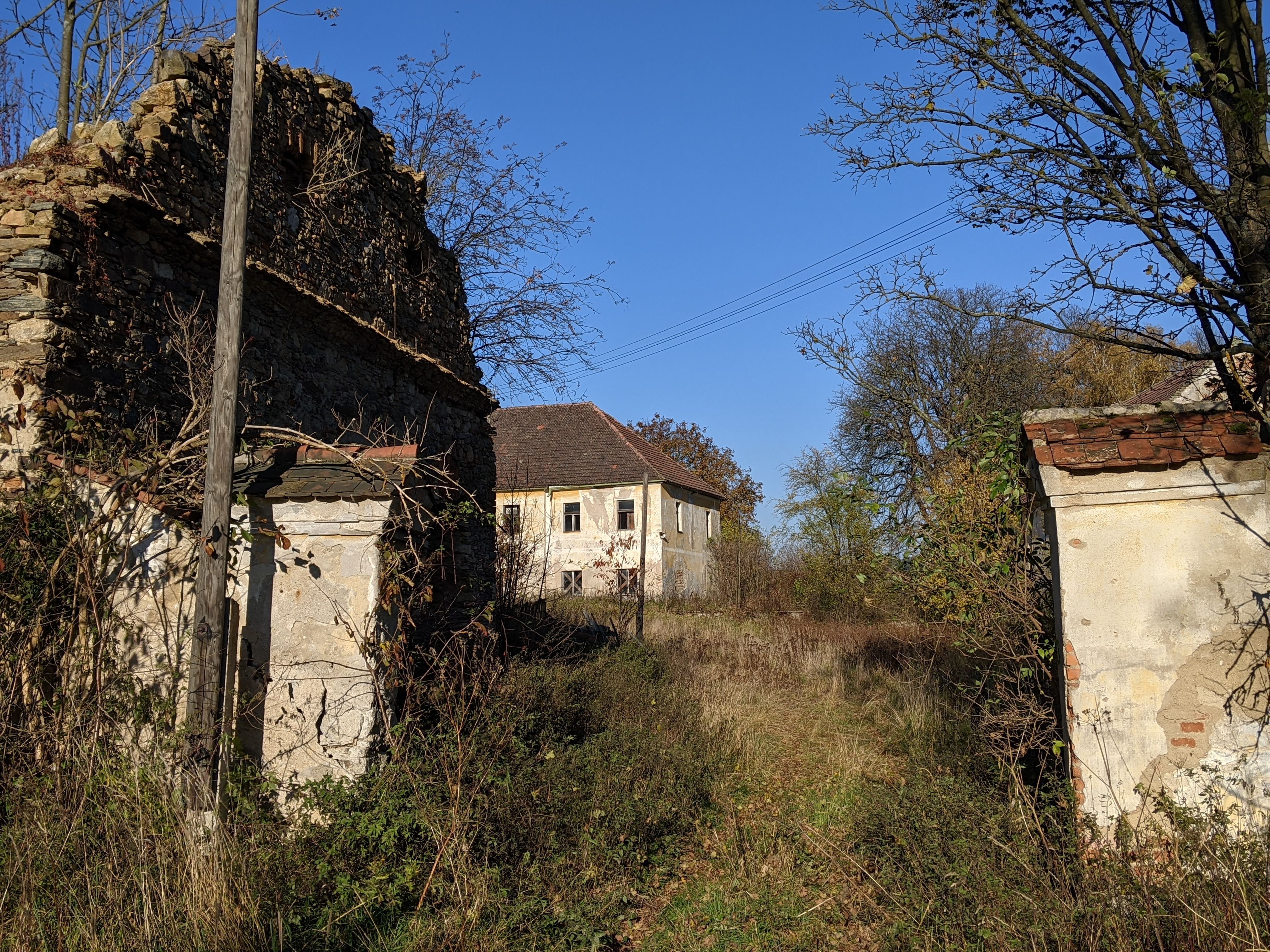
Brána do areálu zámku (2021)
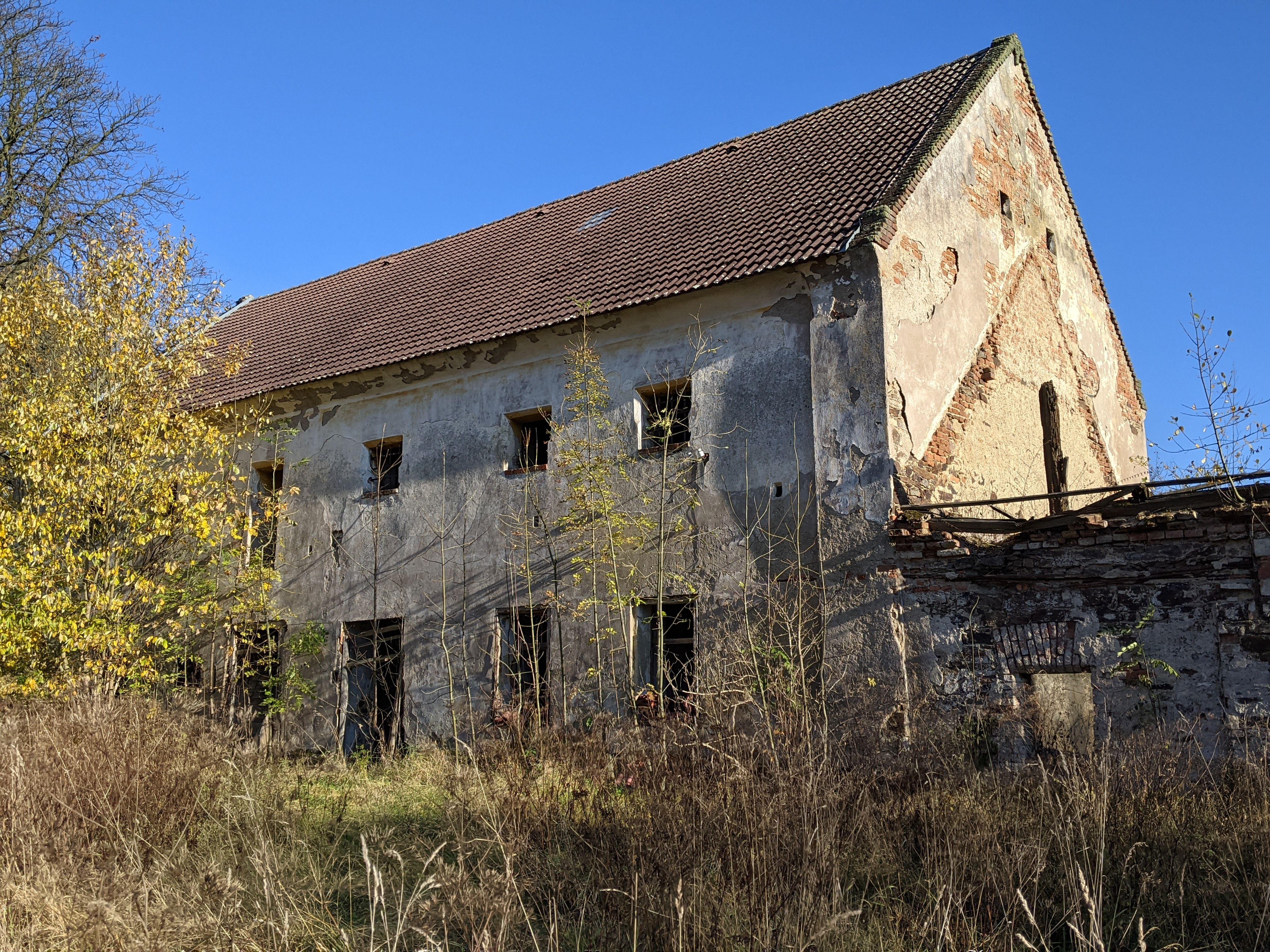
Správní či hospodářská stavba u zámku (2021)
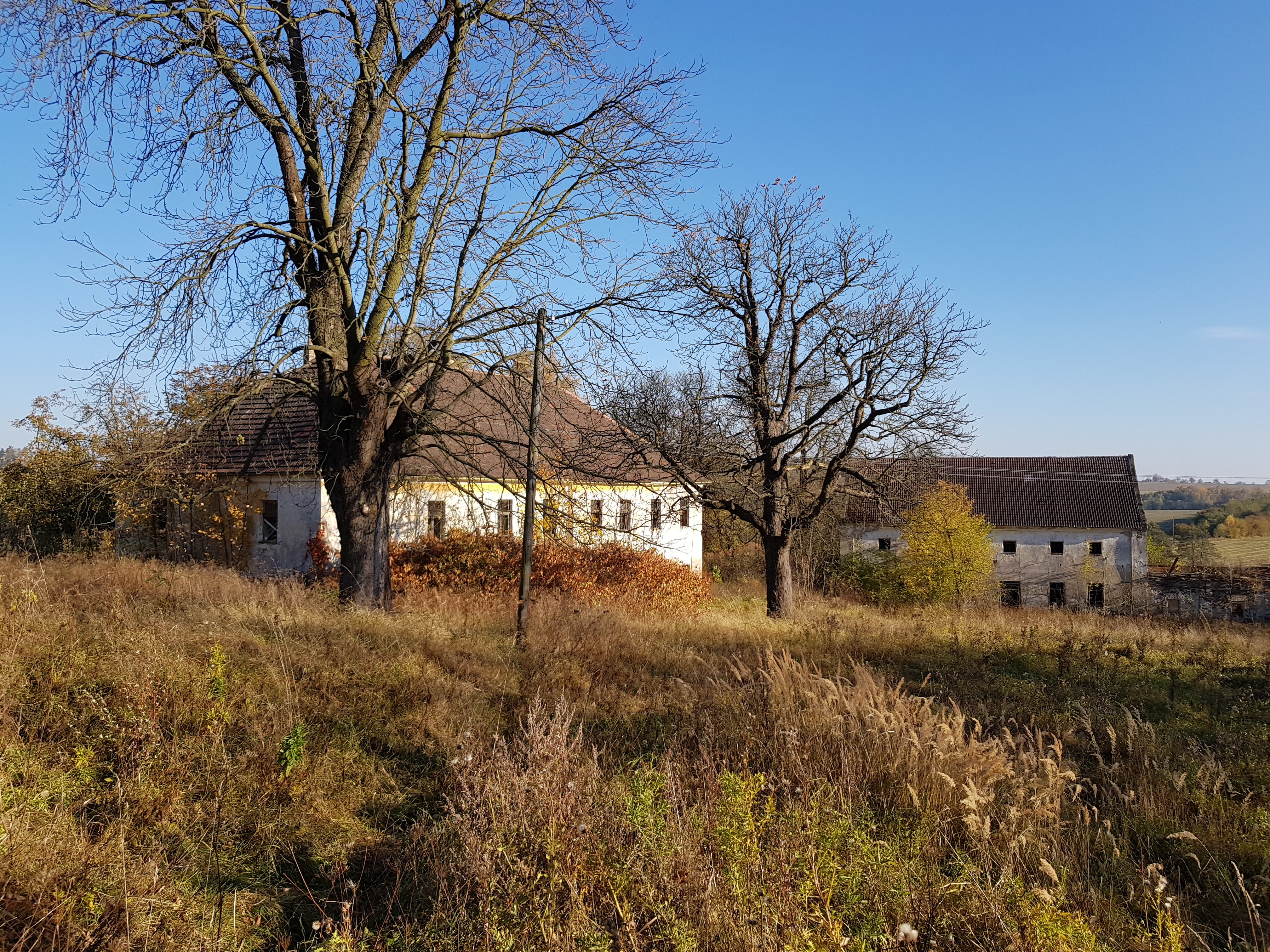
Pohled na zámecký areál shora (2021)